# IRS Airlines
IRS Airlines is een Nigeriaanse luchtvaartmaatschappij met thuisbasis in Abuja.

## Geschiedenis
IRS Airlines is opgericht in 2002.Vanwege veiligheidsaspecten is de vliegvergunning meerdere keren ingetrokken.

## Diensten
IRS Airlines voert lijnvluchten uit naar:(juni 2007)
- Abuja, Calabar, Enugu, Kano, Lagos, Port Harcourt.

## Vloot
De vloot van IRS Airlines bestaat uit:(junin 2007)
- 2 Fokker F28-0100
- 3 Fokker F28-4000